# 情報通信国際戦略局
情報通信国際戦略局（じょうほうつうしんこくさいせんりゃくきょく、英語: Global ICT Strategy Bureau）は、かつて存在した総務省の内部部局の一つである。

## 沿革
- 2008年（平成20年）7月4日 - 情報通信政策局・総合通信基盤局国際部を改組して情報通信国際戦略局が設置される。
- 2017年（平成29年）9月1日 - 情報通信国際戦略局を廃止して国際戦略局が設置される[1]。情報通信政策課を情報流通行政局に移管[2]。

## 組織
廃止時の組織編成
- 局長
  - 次長
    - 参事官（3人）[3]
      - 国際戦略企画官（2人）
      - 融合戦略企画官（1人）

    - 情報通信政策課
      - 管理室
      - 情報通信経済室
      - 調査官（1人）

    - 技術政策課
      - 研究推進室
      - 企画官（1人）
      - 国際共同研究企画官（1人）
      - 技術企画調整官（1人）
      - イノベーション推進官（1人）

    - 通信規格課
      - 企画官（1人）
      - 標準化推進官（1人）

    - 宇宙通信政策課
      - 宇宙通信調査室
      - 衛星開発推進官（1人）

    - 国際政策課
      - 国際広報官（1人）

    - 国際経済課
      - 多国間経済室
      - 企画官（1人）

    - 国際協力課
      - 国際展開支援室
      - 国際協力調査官（1人）

## 歴代局長
| 氏名       | 出身省庁 | 前職                                                                                          | 就任年月日                                            | 後職                                                                                         |
| ---------- | -------- | --------------------------------------------------------------------------------------------- | ----------------------------------------------------- | -------------------------------------------------------------------------------------------- |
| 小笠原倫明 | 郵政省   | 情報通信政策局長                                                                              | 2008年（平成20年）7月4日 - 2010年（平成22年）1月15日  | 総務審議官（郵政・通信担当）                                                                 |
| 利根川一   | 郵政省   | 大臣官房審議官（情報流通行政局担当）                                                          | 2010年（平成22年）1月15日 - 2012年（平成24年）9月11日 | 内閣官房内閣審議官（内閣官房副長官補付） 内閣官房郵政民営化推進室長 郵政民営化委員会事務局長 |
| 桜井俊     | 郵政省   | 総合通信基盤局長                                                                              | 2012年（平成24年）9月11日 - 2013年（平成25年）6月28日 | 総務審議官（郵政・通信担当）                                                                 |
| 阪本泰男   | 郵政省   | 政策統括官（情報通信担当）                                                                    | 2013年（平成25年）6月28日 - 2014年（平成26年）7月22日 | 総務審議官（国際担当）                                                                       |
| 鈴木茂樹   | 郵政省   | 大臣官房総括審議官（広報、政策企画（主）担当）                                                | 2014年（平成26年）7月22日 - 2015年（平成27年）7月31日 | 内閣官房内閣審議官（内閣官房副長官補付） 内閣官房郵政民営化推進室郵政民営化統括官            |
| 山田真貴子 | 郵政省   | 内閣総理大臣秘書官                                                                            | 2015年（平成27年）7月31日 - 2016年（平成28年）6月17日 | 大臣官房長                                                                                   |
| 谷脇康彦   | 郵政省   | 内閣官房内閣審議官（内閣官房副長官補付） 内閣官房内閣サイバーセキュリティセンター副センター長 | 2016年（平成28年）6月17日 - 2017年（平成29年）7月4日  | 総務省政策統括官（情報セキュリティ担当）                                                     |
| 今林顕一   | 郵政省   | 政策統括官（情報通信担当）                                                                    | 2017年（平成29年）7月4日 - 2017年（平成29年）9月1日   | 国際戦略局長                                                                                 |